# Complicità e sospetti
Complicità e sospetti (Breaking and Entering) è un film del 2006 scritto e diretto da Anthony Minghella alla sua prima sceneggiatura originale.
Il film è uscito nelle sale cinematografiche italiane il 9 febbraio 2007. 

## Trama
Will Francis è un giovane architetto inglese che conduce una vita distaccata e di routine a Londra, con la sua compagna svedese Liv e la figlia di lei, autistica di 13 anni, Bea. La ragazza soffre per irregolarità del sonno e dell'alimentazione, oltre ad avere, a volte, comportamenti asociali, e sembra interessata soltanto alle sue lezioni di ginnastica artistica, tanto da mettere in crisi lo stesso rapporto tra Will e Liv. A complicare la situazione c'è il fatto di non essere il padre naturale di Bea, e di sentirsi escluso dal legame di Liv con sua figlia. Liv e Will si rivolgono anche ad una consulente familiare, ma il loro allontanamento continua.

## Curiosità
Attraverso la recitazione di una filastrocca da parte della figliastra di Will, nella quale viene citata l'Isola di Wight, il regista rende omaggio alla propria amata terra natìa.